# Komošín (hrad)
Komošín je zřícenina hradu východně od vesnice Dolany v okrese Klatovy. Hrad stával na vrcholu ostrožny nad řekou Úhlavou v nadmořské výšce 440 metrů. Dochovaly se z něj terénní relikty a zbytky zdí částečně pohlcených mladší zástavbou, které jsou chráněné jako kulturní památka.

## Historie
V písemných pramenech se jméno hradu objevuje až v roce 1510, kdy jej jako pustý prodával spolu s dalším majetkem Jan Kanický z Čachrova. Předpokládá se, že byl starším sídlem pánů ze Svrčovce. Jeho nejstarším známým majitelem by potom byl Oldřich ze Svrčovce známý z první poloviny čtrnáctého století. Jeho potomci hrad v průběhu patnáctého století opustili a přesídlili na tvrz ve Svrčovci. V roce 1703 klatovští jezuité ve zřícenině nechali postavit barokní kapli, která se zřítila v roce 1956.

## Stavební podoba
Podobu předhradí neznáme. Hradní jádro od něj odděloval ve skále vysekaný šíjový příkop, který pravděpodobně obtáčel i další strany jádra. Zaniklou branou v jihovýchodním nároží jádra se vstupovalo do parkánu s částečně dochovanou hradbou. Na severní straně jádra stával obdélný palác, jehož tři obvodové stěny se dochovaly v interiérech novodobé zástavby. Další dochovanou částí je valeně zaklenutý sklep. Pravděpodobně u čelní strany stávala okrouhlá věž.

## Přístup
Ostrožna se zbytky hradu je volně přístupná, ale některé části hradu se nacházejí na oplocených pozemcích.